# Ekonomihögskolan i Prag

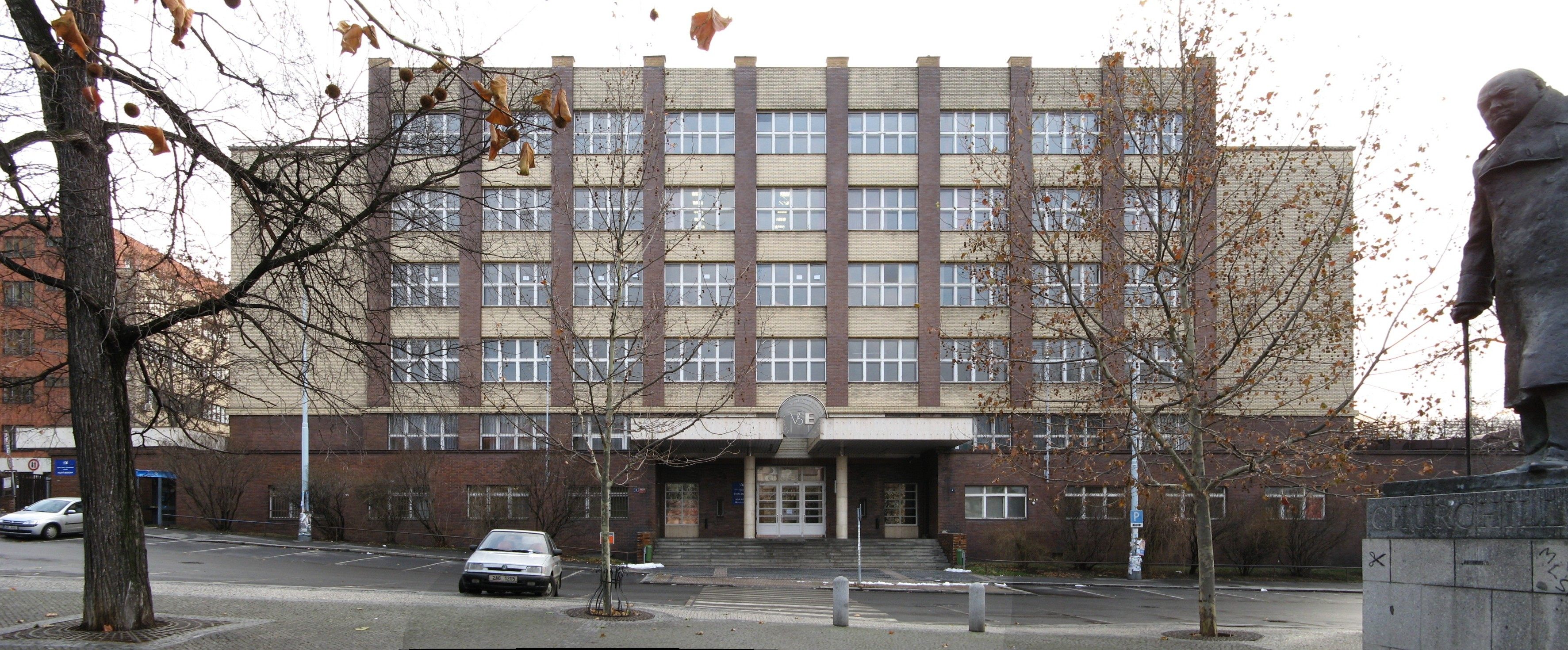
Huvudbyggnaden.

Ekonomihögskolan i Prag, VŠE, (tjeckiska: Vysoká škola ekonomická v Praze) är en statlig högskola i Prag i Tjeckien. Skolan bildades 1953 efter en konsolidering av fem fakulteter: nationalekonomi, finans, statistik, produktionsekonomi och företagsekonomi.
Skolans huvudbyggnad ligger i stadsdelen Žižkov i Prag och har cirka 20 000 registrerade studenter. Ytterligare campus finns i Jižní město i Prags utkanter, och i Jindřichův Hradec, cirka tio mil från Prag.

## Historia
År 1920 bildades högskolan VŠO som en självständig filial till Prags tekniska universitet. Skolan inkorporerades i det tekniska universitetet 1929, men stängdes mellan 1939 och 1945 som en följd av nazisternas ockupation av Tjeckien. 1953 skapades VŠE som en följd av konsolidering av fem fakulteter: nationalekonomi, finansiering, statistik, produktionsekonomi och företagsekonomi. Efter sammetsrevolutionen genomgick skolan en radikal utveckling och omstrukturering för att kunna inkorporeras i det västeuropeiska utbildningssystemet.

## Utbildning
VŠE erbjuder utbildningar från kandidat- till forskarnivå inom alla sina fakulteter, på tjeckiska, engelska och ryska. Utöver inhemska studenter erbjuder skolan utbytesplatser för internationella studenter att studera en eller två terminer i Prag. Skolan har för tillfället samarbeten med cirka 150 partneruniversitet som möjliggör för internationella utbytesstudier. Svenska universitet som har utbytesavtal med VŠE inkluderar bland andra Stockholms universitet
, Uppsala universitet och Umeå universitet.

### Utbildningsprogram

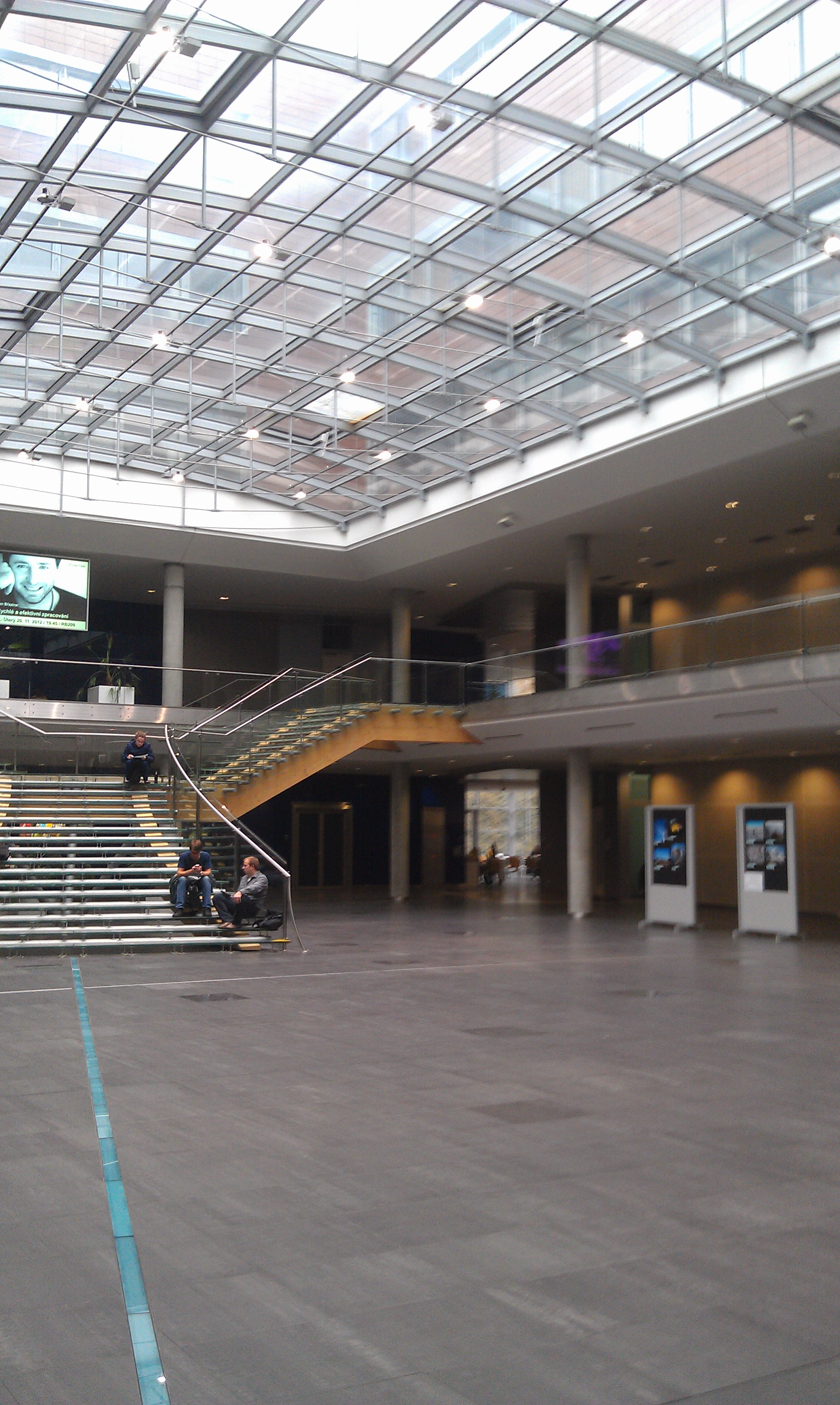
Ljusgården i Paradisbyggnaden

För tillfället erbjuds bland annat följande utbildningsprogram på VŠE
- Finansiering
- Redovisning
- Skattepolicy
- Turism och regional utveckling
- Internationell handel
- Internationella studier och diplomatstudier
- Europeisk integration
- Internationell politik
- Statsvetenskap
- Handelslagstiftning
- Internationella relationer
- Europastudier
- Nationalekonomi
- Statistik och ekonometri
- Social-ekonomisk demografi
- Offentlig förvaltning
- Miljöekonomi
- Latinamerikastudier
- Ekonomisk teori

## Huvudcampus
Skolans huvudsakliga campus i Pragstadsdelen Žižkov utgörs av tre byggnader, Gamla (tjeckiska: Stará budova), Nya (tjeckiska: Nová budova), och Paradisbyggnaden (tjeckiska: Rajská budova). Paradisbyggnaden är den modernaste och rymmer undervisningssalar samt en ljusgård. De flesta större föreläsningssalarna, samt aulan Likešova Aula, ligger i Nya byggnaden, som även inrymmer studentmatsalar. Gamla byggnaden, med ingång från Winston Churchill-torget (tjeckiska: Náměstí Winstona Churchilla), utgör skolans huvudingång.